# 紀元前390年代
紀元前390年代（きげんぜんさんびゃくきゅうじゅうねんだい）は、西暦による紀元前399年から紀元前390年までの10年間を指す十年紀。

## 死去
- 紀元前399年4月27日 - ソクラテス、ギリシアの哲学者（* 紀元前469年頃）